# Permerobius perantiquus
Permerobius perantiquus là một loài côn trùng trong họ Permithonidae thuộc bộ Neuroptera. Loài này được Martynova in Rohdendorf et al. miêu tả năm 1961.